# Эренц, Гарри
Ге́нри Бернт Э́ренц (англ. Henry Bernt Erentz; 17 сентября 1874 — 19 июля 1947), более известный как Га́рри Э́ренц (англ. Harry Erentz) — шотландский футболист, правый защитник. Выступал за ряд шотландских и английских клубов в конце XIX — начале XX века.

## Футбольная карьера
Генри родился в Данди, его отец был датчанином. Начал футбольную карьеру в местном клубе «Данди» в 1895 году, сыграв за команду 2 матча. По окончании сезона 1895/96 перешёл в английский клуб «Олдем Каунти».
В июне 1897 года стал игроком английского клуба «Ньютон Хит» из Манчестера, в котором уже играл его старший брат Фред. В основном составе дебютировал только 18 января 1898 года, выйдя вместе со своим братом в матче Второго дивизиона Футбольной лиги против лондонского клуба «Вулидж Арсенал». В сезоне 1897/98 провёл за «язычников» 9 официальных матчей (шесть — в лиге и 3 — в Кубке Англии), также сыграл 1 матч в Большом кубке Ланкашира, 2 матча — в Большом кубке Манчестера и появился в 5 товарищеских матчах.
В мае 1898 года перешёл в лондонский клуб «Тоттенхэм Хотспур». Выступал за «шпор» на протяжении шести сезонов, сыграв в 130 матчах Южной лиги и более 250 матчей во всех турнирах. Выиграл Кубок Англии в сезоне 1900/01, сыграв в финале против «Шеффилд Юнайтед». Тогда «Тоттенхэм» стал первым с момента основания Футбольной лиги клубом, выигравшим Кубок Англии, не входя при этом в Футбольную лигу.
В декабре 1904 года перешёл в другой клуб Южной футбольной лиги, «Суиндон Таун», за который провёл 16 матчей. В 1905 году завершил карьеру из-за травмы.
В дальнейшем работал в тренерском штабе лондонского клуба «Коринтиан».

## Достижения
«Тоттенхэм Хотспур»
- Обладатель Кубка Англии: 1901